# Südböhmische Universität in Budweis

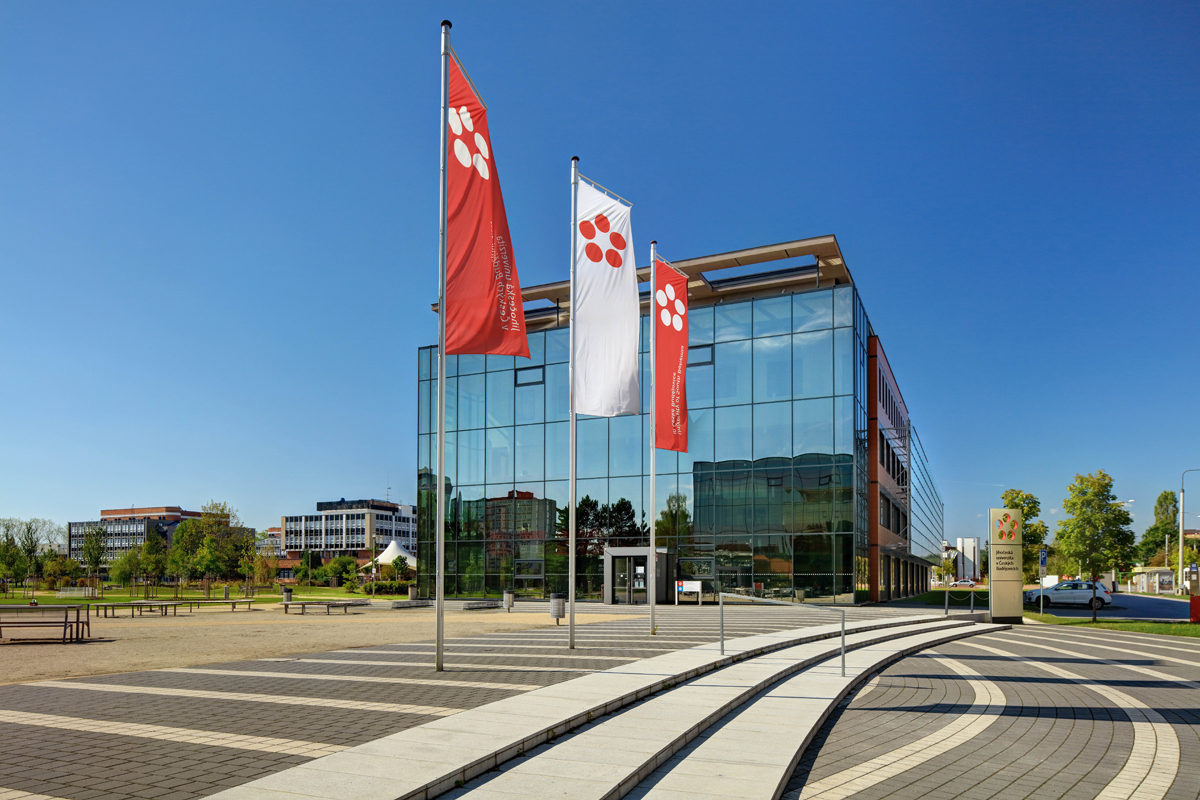
Rektoratsgebäude und Philosophische Fakultät

Die Südböhmische Universität in Budweis, tschechisch Jihočeská univerzita v Českých Budějovicích, englisch University of South Bohemia České Budějovice, ist eine im Jahre 1991 gegründete öffentliche Universität in Budweis, Tschechien.

## Geschichte
Die Universität wurde im Jahre 1991 gegründet. Vorgängerhochschulen waren die Pädagogische Fakultät, die ursprünglich ein Teil der Prager Karls-Universität war, und eine  Fakultät der Prager Landwirtschaftlichen Hochschule. Mit der Universitätsgründung entstanden drei neue Fakultäten: die Biologische Fakultät, die Theologische Fakultät und die Fakultät für Gesundheits- und Sozialwissenschaften. Im Jahre 1996 wurde das Forschungsinstitut für Fischzucht und Hydrobiologie der Hochschule angegliedert. 2003 entstand das Institut für Geschichte, das später eines der Grundelemente der 2006 gegründeten Philosophischen Fakultät bildete. Im Januar 2007 entstand die Fakultät für Wirtschaftswissenschaften und im August wurde die Biologische Fakultät in die Naturwissenschaftliche Fakultät umstrukturiert. 2009 entstand die Fakultät für Fischereiwesen und Gewässerschutz.

## Fakultäten und Institute
- Naturwissenschaftliche Fakultät
- Pädagogische Fakultät
- Theologische Fakultät
- Fakultät für Gesundheits- und Sozialwissenschaften
- Landwirtschaftliche Fakultät
- Philosophische Fakultät
- Fakultät für Wirtschaftswissenschaften
- Fakultät für Fischereiwesen und Gewässerschutz
- Institut für physikalische Biologie